# Tour Carpe Diem
De Tour Carpe Diem, is een kantoorgebouw en wolkenkrabber in Courbevoie, La Défense; het zakendistrict van de agglomeratie Parijs.
De architect van dit project is Robert A. M. Stern en overtreft Jacques Ferrier en Norman Foster in de wedstrijd.
De nadruk ligt op ecologische, esthetische en praktische aspecten, het verbinden van de straat om er een woon- en commerciële plek van te maken. Het vastgoedcomplex, gelegen in de historische peer van het zakendistrict La Défense, achter de esplanade en aan de rand van de stadsboulevard, bestaat uit een gebouw van 166 meter (hoogte vanaf de ringboulevard) voor gebruik van kantoren met 47.100 m² netto vloeroppervlak, inclusief 310 m² horecazaken. Het biedt plaats aan meer dan 3.000 mensen.